# تصادم أولمبيك-هوك
في 20 سبتمبر 1911، أثناء السفر على طول مضيق سولنت، طراد البحرية الملكية إتش إم إس هوك اصطدمت بسفينة النقل البحري وايت ستار آر إم إس أوليمبيك. كانت سفينة أوليمبك، في ذلك الوقت، أكبر سفينة ركاب عابرة للمحيطات في العالم، وكانت تُجري ما كان من المفترض أن تكون رحلتها الخامسة. أثناء الاصطدام، فقدت هوك مقدمتها المقلوبة، والتي استُبدلت بمقدمة مستقيمة. وأصدرت المحاكمة اللاحقة حكم ببراءة هوك من أي مسؤولية. وخلال المحاكمة، طُرحت نظرية مفادها أن الكمية الكبيرة من المياه التي أزاحتها أوليمبك قد ولّدت قوة شفط سحبت هوك عن مسارها، مما تسبب في تأخير رحلة أولمبك. كما خسرت شركة وايت ستار لاين الاستئناف. أدى هذا الاصطدام إلى تأخير إتمام رحلة السفينة الشقيقة أوليمبيك، آر إم إس تيتانيك، وانطلاق رحلتها الأولى. ونظرًا للخسائر المالية التي تكبدتها السفينة، حرصت شركة وايت ستار لاين على إعادة تشغيل أوليمبيك، فحوّلت عمالها من سفينة تيتانيك التي كانت لا تزال قيد الإنشاء للمساعدة في الإصلاحات.

## التصادم

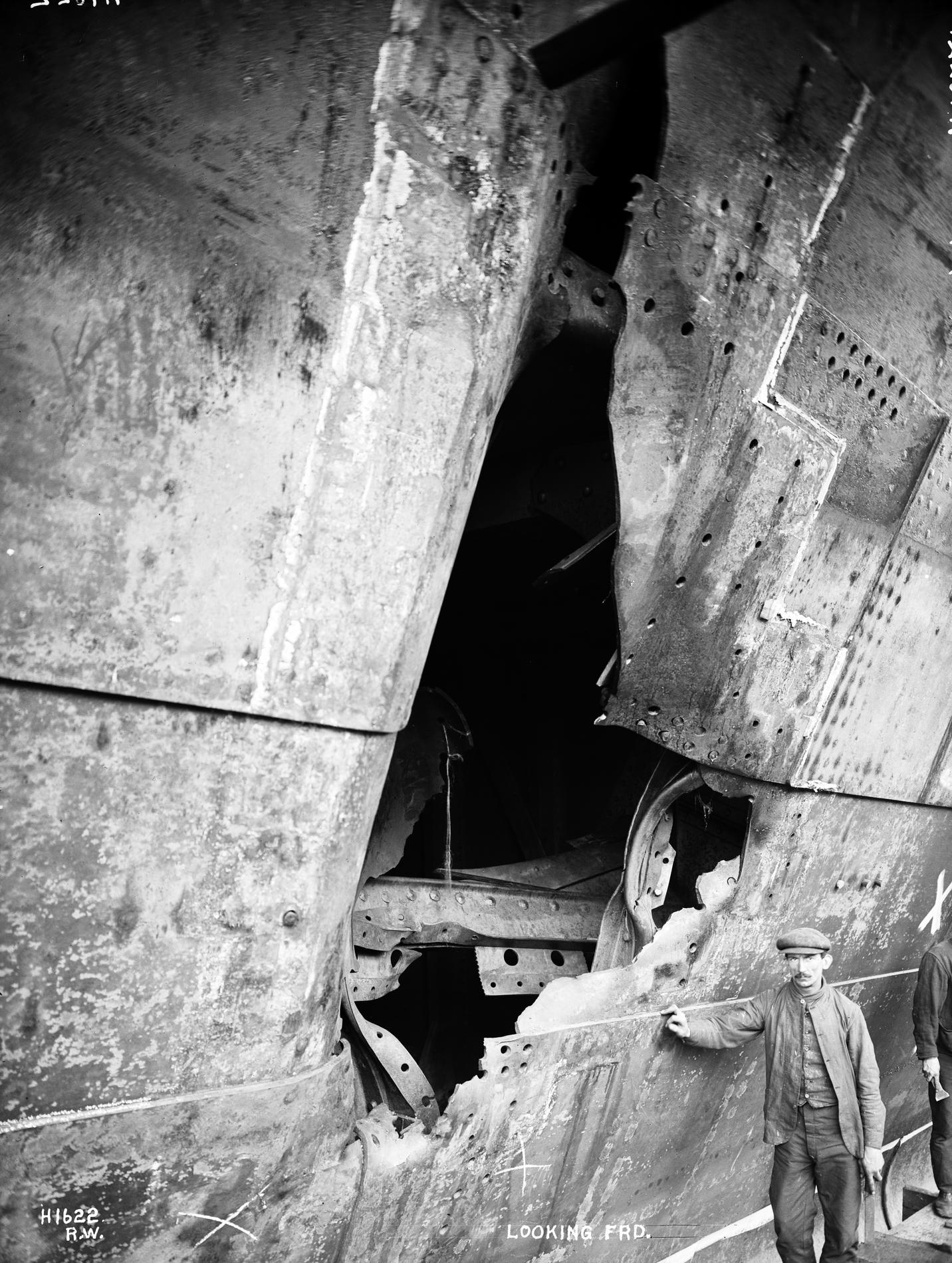
الأضرار التي لحقت بسفينة أولمبيك تحت خط الماء.

حدث الاصطدام بينما كانت السفينتان أوليمبك وهوك تسيران بالتوازي مع بعضهما البعض عبر مضيق سولنت. وعندما انعطفت سفينة أوليمبك إلى اليمين، فاجأ نصف قطر انعطافها الواسع قائد هوك، ويليام فريدريك بلانت، ولم يتمكن من اتخاذ إجراء كافٍ لتجنب الاصطدام اصطدمت مقدمة هوك ' المصممة لإغراق السفن عن طريق صدمها، بجانب أوليمبك ' بالقرب من المؤخرة، مما أدى إلى تمزيق ثقبين كبيرين في ' أوليمبك، أعلى وأسفل خط الماء، مما أدى إلى غمر اثنين من مقصوراتها المقاومة للماء والتواء عمود المروحة. استقرت أوليمبك قليلاً عند المؤخرة، ولكن على الرغم من الضرر تمكنت من العودة إلى ساوثهامبتون بقوتها الخاصة؛ لم يُقتل أحد أو يُصاب بجروح خطيرة. تعرضت إتش إم إس هوك لأضرار بالغة في مقدمتها وكادت أن تنقلب.
كان الكابتن إدوارد سميث قائد سفينة أوليمبيك في وقت الحادث؛ وسوف يموت بعد سبعة أشهر كقائد لسفينة آر إم إس تيتانيك. نجا اثنان من أفراد الطاقم، المضيفة فيوليت جيسوب والوقود آرثر جون بريست،  ليس فقط من الاصطدام مع هوك، بل أيضًا من غرق تيتانيك لاحقًا وغرق بريتانيك عام 1916، وهي السفينة الثالثة من نوعها. وكان على متن السفينة أيضا الضابط الأول ويليام مردوخ، والضابط الرئيسي هنري وايلد، والضابط الرئيسي هيو ماكيلروي، الذين لقوا حتفهم جميعًا في غرق تيتانيك. وكان على متن السفينة أيضًا، كركاب، رجل الأعمال ويليام باين ويتني والسياسي ويليام والدورف أستور.

## الاستفسارات
خلال التحقيق في الحادث، ألقت البحرية الملكية اللوم على سفينة أوليمبيك في الحادث، زاعمة أن إزاحتها الكبيرة ولّدت قوة شفط مائية سحبت هوك إلى جانبها. شكّل حادث هوك كارثة مالية ' أوليمبيك. وتبع ذلك جدال قانوني حُكم فيه بأن اللوم في الحادث يقع على عاتق أوليمبيك، ورغم أن السفينة كانت من الناحية الفنية تحت سيطرة قائد الميناء، إلا أن شركة وايت ستار لاين واجهت فواتير قانونية باهظة وتكلفة إصلاح السفينة، كما أن إبعادها عن خدمة الإيرادات زاد الأمور سوءًا. ومع ذلك، فإن حقيقة أن سفينة أوليمبيك تحمّلت مثل هذا الاصطدام الخطير وبقائها طافية بدا أنها تبرر تصميم سفن فئة أوليمبيك، وعززت سمعتها بأنها "غير قابلة للغرق".

## الإصلاحات

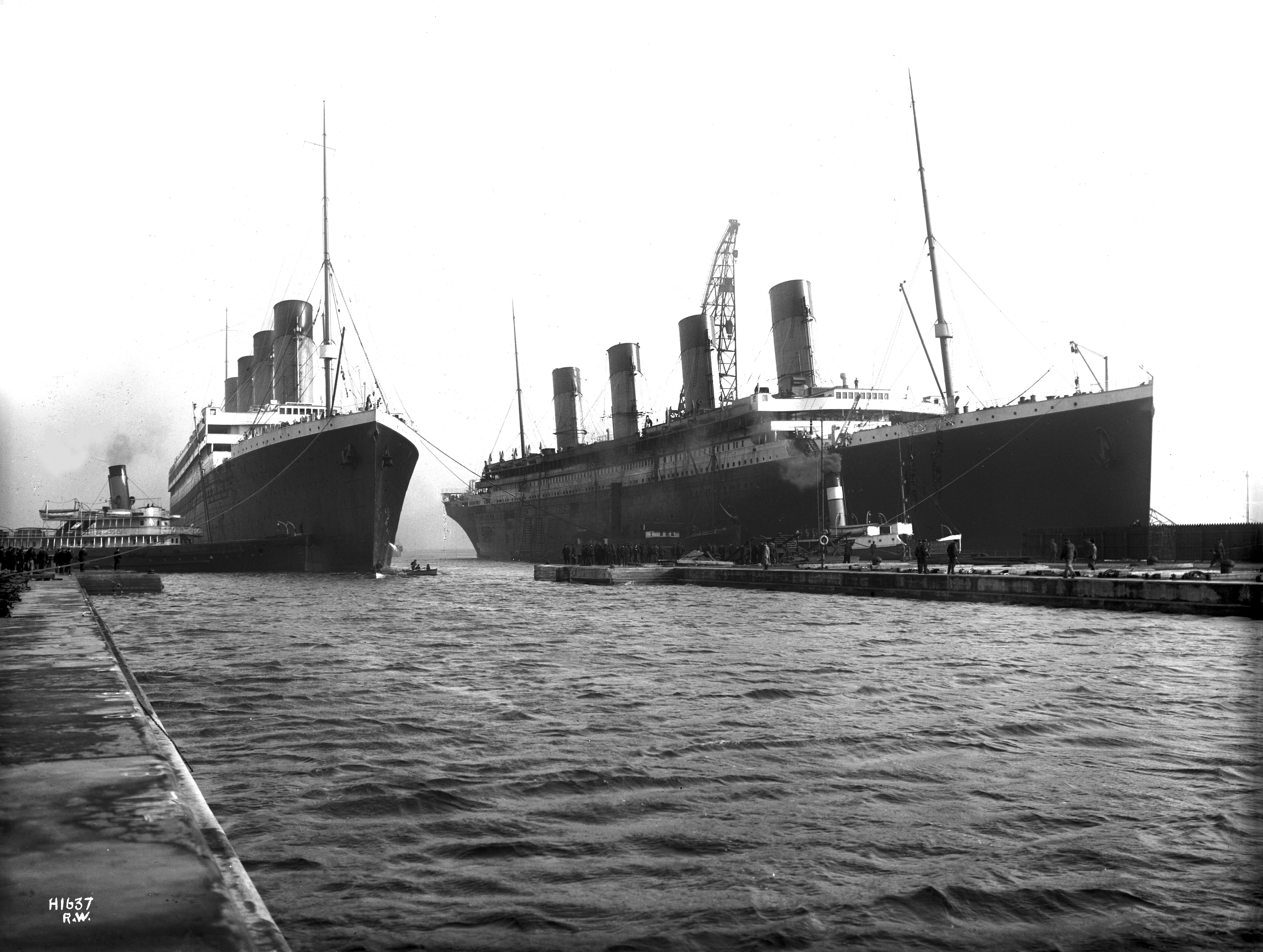
أولمبيك (يسار) تُنقل إلى حوض جاف في بلفاست لإجراء إصلاحات صباح 2 مارس/آذار 1912 بعد ارتطامها بشفرة مروحة. تيتانيك (يمين) راسية في رصيف التجهيز. كانت هذه آخر مرة تُصوَّر فيها السفينتان الشقيقتان معًا.

استغرق إصلاح الأضرار التي لحقت بسفينة أولمبيك أسبوعين بما يكفي للسماح لها بالعودة إلى بلفاست لإجراء إصلاحات دائمة، والتي استغرقت أكثر من ستة أسابيع لإكمالها. لتسريع الإصلاحات، اضطرت شركة هارلاند آند وولف إلى استبدال عمود المروحة التالف في أولمبيك بآخر من سفينة التيتانيك، مما أدى إلى تأخير إكمال الأخير. حلول 20 نوفمبر 1911 عادت أولمبيك إلى الخدمة.
مع ذلك، في 24 فبراير 1912، تعرضت سفينة أولمبيك لخلل آخر عندما فقدت ريشة مروحة في رحلة شرقية من نيويورك، فعادت مجدداً إلى صانعها لإصلاحها. ولإعادتها إلى الخدمة في أسرع وقت ممكن، اضطرت شركة هارلاند آند وولف مجددًا إلى سحب مواردها من تيتانيك، مما أدى إلى تأخير رحلتها الأولى ثلاثة أسابيع، من 20 مارس إلى 10 أبريل 1912.

## روابط خارجية
- Encyclopedia Titanica: HMS Hawke
- HMS Hawke at Battleships-Cruisers.co.uk